# Linum capitatum
Linum capitatum là một loài thực vật có hoa trong họ Linaceae. Loài này được Kit. ex Schult. mô tả khoa học đầu tiên năm 1814.